# Yūsuke Suzuki
Pour les articles homonymes, voir Suzuki (homonymie).
Yūsuke Suzuki (鈴木 雄介, Suzuki Yūsuke, né le 2 février 1988 dans le district de Nomi, Ishikawa) est un athlète japonais, spécialiste de la marche, champion du monde du 50 km en 2019 à Doha.

## Biographie
Champion national sur 20 km marche en 2011, son meilleur temps est de 1 h 20 min 6 s, obtenu à Nomi au Japon le 14 mars 2010.
Il a été médaillé de bronze lors des championnats du monde junior à Pékin sur 10 000 m en 2006 et auparavant avait obtenu la même médaille lors de ceux jeunesse de Marrakech en 2005. Il avait déjà participé à ceux de Grosseto en 2004 (17e). Lors de la Coupe du monde à Chihuahua, il n'avait terminé que 41e de même qu'aux Mondiaux de Berlin (42e) tandis qu'il termine enfin finaliste (8e) à ceux de Daegu 2011 après avoir été en tête pendant les trois quarts de la marche.
Il bat le record national sur 20 km le 17 février 2013 en 1 h 19 min 02 s, lors des championnats nationaux, et l'améliore une nouvelle fois en mars avec un temps de 1 h 18 min 34 s.
Lors des Jeux Olympiques de Londres en 2012, il termine 36ème du 20 km marche après avoir mené pendant la première moitié de la course.
Sa saison 2015 commence par une courte défaite derrière Eiki Takahashi, malgré son ancien record national battu à Kōbe le 15 février en 1 h 18 min 13. Puis, un mois après, lors des Championnats de marche asiatiques chez lui à Nomi, le 15 mars 2015, Suzuki bat le record du monde du 20 km, une semaine exactement après qu'il a été battu par Yohann Diniz, de 26 secondes, en devançant Kim Hyun-sub et Baljinder Singh.
Le 28 septembre 2019, il devient champion du monde en remportant le 50 km marche des championnats du monde de Doha en 4 h 4 min 20 s sous une forte chaleur, et après s'être arrêté plusieurs fois dans les derniers kilomètres. Il devance sur le podium le Portugais Joao Vieira et le Canadien Evan Dunfee. 

### Palmarès
| Date | Compétition                    | Lieu      | Résultat | Épreuve         | Performance     |
| ---- | ------------------------------ | --------- | -------- | --------------- | --------------- |
| 2004 | Championnats du monde juniors  | Grosseto  | 17e      | 10 000 m marche | 43 min 43 s 26  |
| 2005 | Championnats du monde jeunesse | Marrakech | 3e       | 10 000 m marche | 42 min 43 s 22  |
| 2006 | Championnats du monde juniors  | Pékin     | 3e       | 10 000 m marche | 43 min 45 s 62  |
| 2009 | Championnats du monde          | Berlin    | 42e      | 20 km marche    | 1 h 30 min 21 s |
| 2011 | Championnats du monde          | Daegu     | 8e       | 20 km marche    | 1 h 21 min 39 s |
| 2012 | Jeux olympiques                | Londres   | 36e      | 20 km marche    | 1 h 23 min 53 s |
| 2013 | Championnats du monde          | Moscou    | 11e      | 20 km marche    | 1 h 23 min 20 s |
| 2014 | Jeux asiatiques                | Incheon   | 2e       | 20 km marche    | 1 h 20 min 44 s |
| 2015 | Championnats du monde          | Pékin     | —        | 20 km marche    | DNF             |
| 2019 | Championnats du monde          | Doha      | 1er      | 50 km marche    | 4 h 04 min 20 s |

### Records
| Épreuve         | Performance     | Date            | Lieu      | Note      |
| --------------- | --------------- | --------------- | --------- | --------- |
| 5 000 m marche  | 18 min 37 s 22  | 12 juillet 2015 | Kitami    |           |
| 10 000 m marche | 38 min 27 s 09  | 11 octobre 2014 | Yamaguchi |           |
| 10 km marche    | 40 min 55 s     | 5 octobre 2007  | Akita     |           |
| 20 km marche    | 1 h 16 min 36 s | 15 mars 2015    | Nomi      | Ancien RM |
| 50 km marche    | 3 h 39 min 07 s | 14 avril 2019   | Wajima    |           |